# Holland's Next Top Model (mùa 9)
Holland's Next Top Model, Mùa 9 là mùa thứ chín của Holland's Next Top Model. Chương trình được phát sóng vào ngày 30 tháng 8 năm 2016. Giống như ba mùa trước, mùa này host bởi Anouk Smulders. May-Britt Mobach và Dirk Kikstra đã không trở lại làm giám khảo trong mùa này và được thay thế bằng blogger thời trang Anna Nooshin và nhiếp ảnh gia thời trang Alek Bruessing. Fred van Leer tiếp tục vai trò huấn luyện viên của mình và cũng là người đánh giá cho mùa này.
Năm nay bao gồm 12 thí sinh với điểm đến quốc tế được đặt tại Ibiza được dành cho top 5.
Người chiến thắng của mùa này là Akke Marije Marinus, 20 tuổi từ Dokkum. Cô giành được:
- 1 hợp đồng với Touché models trị giá 50.000 €
- 1 hợp đồng trở thành blogger cho RTL
- Lên trang bìa tạp chí JFK
- 1 chiếc Opel Adam

## Các thí sinh
(Tuổi tính từ ngày dự thi)
| Thí sinh             | Tuổi | Chiều cao               | Quê quán            | Bị loại ở | Hạng               |
| -------------------- | ---- | ----------------------- | ------------------- | --------- | ------------------ |
| Nynke Bakker         | 19   | 1,75 m (5 ft 9 in)      | Voorthuizen         | Tập 1     | 12                 |
| Cherie Fransen       | 22   | 1,75 m (5 ft 9 in)      | Breda               | Tập 2     | 11 (dừng cuộc thi) |
| Lyanne Bierings      | 19   | 1,81 m (5 ft 11+1⁄2 in) | Berkel en Rodenrijs | Tập 3     | 10                 |
| Lena Damen           | 20   | 1,73 m (5 ft 8 in)      | Veldhoven           | Tập 4     | 9                  |
| Arantxa Oosterwolde  | 17   | 1,75 m (5 ft 9 in)      | Culemborg           | Tập 5     | 8–7                |
| Sarah Liebregts      | 18   | 1,75 m (5 ft 9 in)      | Maarheeze           | Tập 5     | 8–7                |
| Anne-Wytske Hoekstra | 20   | 1,80 m (5 ft 11 in)     | Renkum              | Tập 7     | 6                  |
| Denise Bon           | 21   | 1,75 m (5 ft 9 in)      | Wageningen          | Tập 8     | 5                  |
| Noor van Velzen      | 16   | 1,75 m (5 ft 9 in)      | Leerdam             | Tập 9     | 4                  |
| Emma Hagers          | 19   | 1,80 m (5 ft 11 in)     | Mijnsheerenland     | Tập 9     | 3                  |
| Colette Kanza        | 20   | 1,78 m (5 ft 10 in)     | Rotterdam           | Tập 9     | 2                  |
| Akke Marije Marinus  | 20   | 1,76 m (5 ft 9+1⁄2 in)  | Dokkum              | Tập 9     | 1                  |

## Thứ tự gọi tên
| Thứ tự | Tập     | Tập     | Tập          | Tập     | Tập     | Tập           | Tập     | Tập    | Tập    | Tập     | Tập     |
| Thứ tự | 1       | 1       | 2            | 3       | 4       | 5             | 6       | 7      | 8      | 9       | 9       |
| ------ | ------- | ------- | ------------ | ------- | ------- | ------------- | ------- | ------ | ------ | ------- | ------- |
| 1      | Noor    | Lena    | Colette      | Noor    | Akke    | Emma          | Denise  | Emma   | Noor   | Colette | Akke    |
| 2      | Emma    | Sarah   | Noor         | Sarah   | Colette | Noor          | Akke    | Akke   | Akke   | Akke    | Colette |
| 3      | Akke    | Lyanne  | Sarah        | Akke    | Sarah   | Anne          | Anne    | Noor   | Emma   | Emma    | Emma    |
| 4      | Sarah   | Noor    | Anne         | Arantxa | Emma    | Colette       | Emma    | Denise | Denise | Noor    |         |
| 5      | Lyanne  | Denise  | Denise       | Anne    | Anne    | Akke          | Noor    | Anne   |        |         |         |
| 6      | Colette | Colette | Lyanne       | Emma    | Denise  | Denise        | Colette |        |        |         |         |
| 7      | Anne    | Akke    | Akke         | Colette | Noor    | Arantxa Sarah |         |        |        |         |         |
| 8      | Arantxa | Cherie  | Lena         | Denise  | Arantxa | Arantxa Sarah |         |        |        |         |         |
| 9      | Denise  | Anne    | Arantxa Emma | Lena    | Lena    |               |         |        |        |         |         |
| 10     | Cherie  | Emma    | Arantxa Emma | Lyanne  |         |               |         |        |        |         |         |
| 11     | Lena    | Arantxa | Cherie       |         |         |               |         |        |        |         |         |
| 12     | Nynke   | Nynke   |              |         |         |               |         |        |        |         |         |

     Thí sinh có tấm ảnh đẹp nhất
     Thí sinh bị loại
     Thí sinh dừng cuộc thi
     Thí sinh chiến thắng cuộc thi
- Mỗi vị trí của người mẫu trong thứ tự gọi tên không phản ánh việc họ thực hiện tốt như thế nào trong các buổi chụp ảnh. Tuy nhiên, hai thí sinh cuối bảng đại diện cho các thí sinh tệ nhất có nguy cơ bị loại.
- Trong tập 1, không có phòng đánh giá. Anouk đến nhà người mẫu để trình chiếu những cảnh của thí sinh từ đoạn mở đầu. Nynke là thí sinh không có cảnh quay của mình nên đã bị loại khỏi cuộc thi.
- Trong tập 2, Cherie quyết định dừng cuộc thi trong khi đang ở ba người cuối bảng.
- Tập 7 và 8 được tổ chức tại phòng thu trực tiếp. Tập 7 và 8 có vòng bỏ phiếu công khai, bắt đầu vào đầu mỗi tập. Các tập phim bắt đầu bằng cách quay đoạn phim quay trước đó của các thí sinh tham gia vào những buổi chụp ảnh ở Ibiza, sau đó chuyển sang việc loại bỏ trong thời gian thực tại studio dựa hoàn toàn vào phiếu bầu của người xem.
- Trong tập 9, Colette được quay lại cuộc thi vì nhận được tỉ lệ phần trăm cao nhất từ phiếu bầu của khán giả.

### Buổi chụp hình
- Tập 1: Tạo dáng trong đồ bò; Video mở đầu chương trình
- Tập 2: Chụp ảnh lịch với người mẫu nam
- Tập 3: Tạo dáng trong khi bị tạt nước
- Tập 4: Lơ lửng trên tòa nhà Euromast
- Tập 5: Chạy đua thời trang với xe
- Tập 6: Trang sức Zinzi trên ngựa
- Tập 7: Ảnh chân dung vẻ đẹp trên mặt nước
- Tập 8: Ảnh thẻ mini với mắt kính Specsavers
- Tập 9: Ảnh bìa tạp chí JFK